# 니나 아이힝거

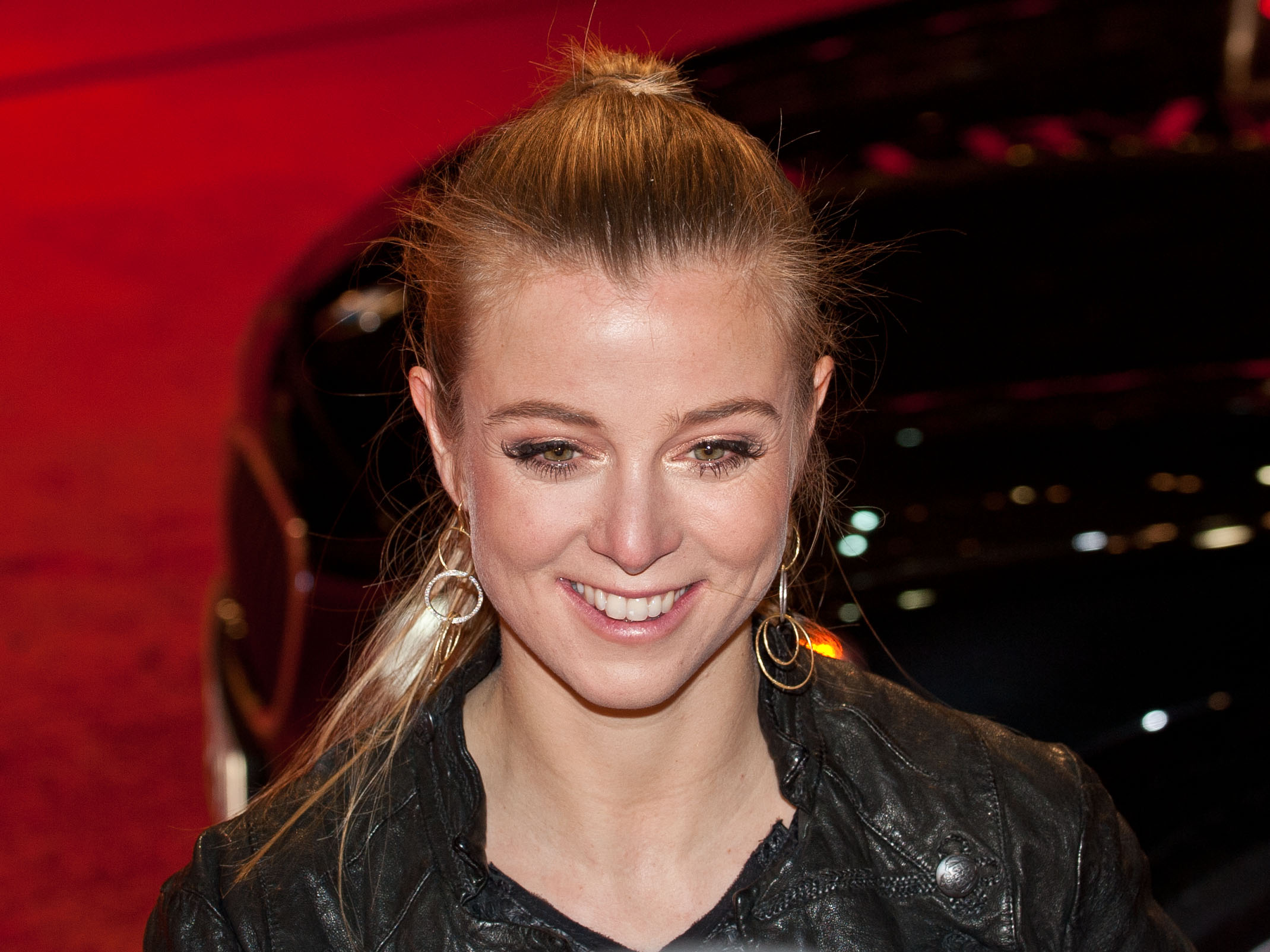
2013년 베를린 영화제 당시의 아이힝거

니나 아이힝거(독일어: Nina Eichinger, 1981년 9월 16일~)는 독일의 배우, 방송인이다.

## 개인사
아버지인 베른트 아이힝거는 영화 제작자이다.

## 출연 작품

### 영화
- 2009년 《바더 마인호프》
- 2011년 《삼총사 3D》